# سیارک ۵۸۹۹
سیارک ۵۸۹۹ (به انگلیسی: 5899 Jedicke، نامگذاری:1986AH) پنج هزار و هشتصد و نود و نهمین سیارک کشف شده‌است که در ۹ ژانویه ۱۹۸۶ کشف شد.
قدر مطلق سیارک برابر ۱۴٫۰۰ است.

## خصوصیات فیزیکی

#### اولیه
با توجه به بررسی انجام شده توسط کاوشگر نقشه برداری مادون قرمز میدان وسیع ناسا با ماموریت بعدی NEOWISE، Jedicke ("اصلی") قطر 2.672 کیلومتر دارد و سطح آن دارای آلبدوی بسیار بالایی 0.621 است. پیوند منحنی نوری سیارکی مشارکتی آلبیدوی 0.30 را فرض می کند - یک مقدار مصالحه بین 0.4 تا 0.2، که مربوط به سیارک های مجارستانی به عنوان خانواده و گروه مداری است - و قطر 3.51 کیلومتر با قدر مطلق 14.2 را محاسبه می کند.
بین فوریه 2010 و آوریل 2016، برایان وارنر، ستاره شناس، چندین منحنی نور چرخشی جدیکه را از مشاهدات نورسنجی در ایستگاه تقسیم پالمر خود در کلرادو، ایالات متحده بدست آورد. تجزیه و تحلیل منحنی نور با بهترین امتیاز از مارس 2013، یک دوره چرخش تصفیه شده 2.7481 ساعت با دامنه روشنایی قدر 0.11، جایگزین برآورد اولیه 3-4 ساعت شد. با این حال، یک دوره جایگزین 3.076 ساعت دوباره در سال 2015 یافت شد، بدون هیچ توضیح قابل قبولی برای کند شدن ناگهانی 0.03 ساعت، که ظاهراً بین سال‌های 2011 و 2012 اتفاق افتاد (U=2+/3/2/2+).

#### ماه
در طول مشاهدات فتومتریک اولیه برایان وارنر در فوریه 2010 - با همکاری مربی آلن دبلیو. هریس در موسسه علوم فضایی در لاکانادا، کالیفرنیا، پتر پراوک در رصدخانه Ondřejov در جمهوری چک، و جوزف تی پولاک در دانشگاه ایالتی آپالاچی انجام شد. ، کارولینای شمالی – نشان داده شد که Jedicke یک منظومه دوتایی همزمان با یک قمر کوچک است که هر 16.7 ساعت به دور آن می چرخد.
بر اساس رویدادهای کسوف/غیبت متقابل مشاهده شده، قطر ماهواره حداقل 32 درصد از قطر Jedicke است (یعنی نسبت قطر متوسط ثانویه به اولیه ≥ 0.32)، که به قطر 0.8- ترجمه می شود. 1.1 کیلومتر، بسته به برآورد اندازه زیرین اولیه آن. "جانستونسارشیو" تخمین می زند که ماه دارای یک محور نیمه اصلی 4.4 کیلومتری است.